# Ballò
Ballò is een plaats (frazione) in de Italiaanse gemeente Mirano.